# Reacción isodésmica
Las reacciones isodésmicas son reacciones reales o hipotéticas en la cual el número total de cada tipo de enlace es idéntico en reactivos y productos. Son empleadas para realizar estimaciones termoquímicas sobre las entalpías de formación de compuestos químicos combinando datos experimentales con datos de energía obtenidos a partir de cálculos teóricos de la química cuántica.  Por ejemplo para la reacción (1) hay tres enlaces O-H, tres enlaces O-N (dos O-N y uno O=N) y un enlace O-O tanto para reactivos como para productos. A continuación se muestran algunos ejemplos de reacciones isodésmicas:
H2O2 + HNO3 → HO2NO2 + H2O     (1)
CH3O2H + FNO3 → CH3O2NO2 + HOF     (2)
CH3O2H + C2H6 + ClNO3 → C2H5O2NO2 + CH4 + HOCl     (3)

Las reacciones isodésmicas fueron propuestas por Hehre Warren (1970) y ofrecen muy buenos resultados para la obtención de datos termoquímicos, debido a la cancelación de errores sistemáticos inherentes del método de cálculo empleado. El procedimiento para predecir la entalpía de formación (∆Hf) de un compuesto de interés incluye calcular la entalpía de reacción teórico (∆HT)  para la reacción propuesta, continuando con el cálculo de ∆Hf del compuesto  deseado a partir de la misma reacción con la utilización de valores experimentales de las otras especies y el ∆HT obtenido inicialmente.

Las reacciones isodésmicas sirven para estudiar muchos modelos de reacciones. Sin embargo, este método posee limitaciones tales como:
• La disponibilidad de buenos datos termoquímicos experimentales de cada unos de los componentes de la reacción.
• Esta técnica no puede ser usada para calcular barreras de activación.
• Diferentes reacciones isodésmicas pueden predecir diferentes valores para la misma entalpía de formación, debido a que esta técnica no es un modelo químico y por lo tanto no puede ser evaluada sistemática y cuantitativamente. Otro tipo de reacciones que tienen el mismo fundamento y son frecuentemente usadas en termoquímica computacional son las reacciones isogíricas.